# 1-я Прогонная улица (Москва)
Пе́рвая Прого́нная у́лица — улица, расположенная в Восточном административном округе города Москвы на территории района Богородское.

## История
Улица получила своё название в XIX веке по расположению в селе Богородском в местности, через которую прогоняли скот на пастбище. Ранее в этом районе существовало пять номерных Прогонных улиц, ныне упразднённых (кроме 1-й и 2-й).

## Расположение
1-я Прогонная улица проходит от Краснобогатырской улицы на северо-восток, пересекая 1-ю и 3-ю Гражданские улицы, до 4-й Гражданской улицы, за которой продолжается как Игральная улица.

По улице не числится ни одного домовладения.

## Примечательные здания и сооружения
По нечётной стороне:
По чётной стороне:

## Транспорт

### Автобус
- 80: от 3-й Гражданской улицы до 4-й Гражданской улицы и обратно.
- 311: Метро Бульвар Рокоссовского — МЦД Останкино

### Метро
- Станция метро «Преображенская площадь» Сокольнической линии — южнее улицы, на Преображенской площади на пересечении Большой Черкизовской улицы с Краснобогатырской улицей и улицей Преображенский Вал.
- Станция метро «Бульвар Рокоссовского» Сокольнической линии — восточнее улицы, на Ивантеевской улице.

### Железнодорожный транспорт
- Станция МЦК «Бульвар Рокоссовского» — восточнее улицы, на 6-м проезде Подбельского.